# Paul Henri Balluet d'Estournelles de Constant
Paul Henri Benjamin Balluet d'Estournelles de Constant, baron de Constant Rebecque (La Flèche, 22 november 1852 - Parijs, 15 mei 1924) was een Frans diplomaat, politicus en pleitbezorger voor internationale arbitrage (scheidsrechtspraak). Vanwege zijn inzet voor internationale vrede verkreeg hij in 1909 samen met de Belg Auguste Beernaert de Nobelprijs voor de Vrede.

## Biografie

### Achtergrond en opleiding
Paul baron d'Estournelles de Constant stamde uit een oude adellijke familie wier stamboom terugging tot de kruistochten. Hij was een achterneef van de Frans/Zwitserse denker Benjamin Constant (1767-1830), grondlegger van het positivisme. Zijn jeugd en schooltijd bracht hij door in de Griekse hoofdstad Athene. Hierna studeerde hij oosterse talen en rechten aan het Lycée Louis-le-Grand in Parijs.

### Vroege carrière
Paul d'Estournelles de Constant trad in 1876 in diplomatieke dienst. Van 1880 tot 1882 was hij werkzaam op de Franse ambassade in Londen om vervolgens in 1882 gezantschapssecretaris in Tunis te worden. Hij schreef een boek over zijn Tunesische tijd welke gepromoot werd door de Académie française. D'Estournelles was als diplomaat ook gestationeerd in Montenegro, het Ottomaanse Rijk en van 1884-1887 in Nederland. In 1890 werd hij chargé d'affaires in Londen en droeg bij aan het voorkomen van een militair conflict tussen Frankrijk en het Verenigd Koninkrijk om de koloniale belangen dezer beide naties.

### Politicus
D'Estournelles de Constant stelde zich in 1895 als republikein kandidaat voor de Kamer van Afgevaardigden (Chambre des Députés) en werd als zodanig gekozen. In 1904 werd hij in de Senaat gekozen en behield zijn mandaat tot zijn overlijden in 1924.
Als afgevaardigde en senator hield hij zich vooral bezig met koloniale vraagstukken. Hij was fel gekant tegen de koloniale politiek van de Derde Franse Republiek en bepleitte de vestiging van protectoraten in plaats van koloniën. Hij was een overtuigd tegenstander van 'koloniale assimilatie' - de koloniën zien als toekomstige delen van de Franse republiek. In het bijzonder verzette hij zich tegen vestiging van een Frans koloniaal bewind op Madagaskar en de opdeling van Oost-China door de grote mogendheden. Ook bepleitte hij de afschaffing van de voor koloniale afgevaardigden gereserveerde zetels in het Franse parlement.
Als een van de eersten voorzag hij de opkomst van Japan en China als economische grootmachten, toentertijd uitgedrukt als het "gele gevaar". Al in 1896 bepleitte hij een nieuw Congres van Berlijn, met deelname van Japan en China, om de economische betrekkingen met deze landen te regelen.
Baron d'Estournelles de Constant had een goede kennis van de Balkan en Albanië.
De Franse senator Paul d'Estournelles de Constant is een van de meest opmerkelijke protagonisten en een van de meest briljante woordvoerders van de Albanese belangen. Hij is een van de weinige staatslieden die zich volledig beschikbaar hebben gesteld voor de internationalisering van de Albanese kwestie en de toelating van de nieuwe staat als onderwerp van internationaal recht tot de Volkenbond. D’Estournelles de Constant handelde intensief, vooral in de jaren 1920-1921.

D'Estournelles de Constant was een Dreyfusard en voorstander van de plaatsing van de stoffelijke resten van Émile Zola in het Panthéon (1908).

### Pleitbezorger van arbitrage

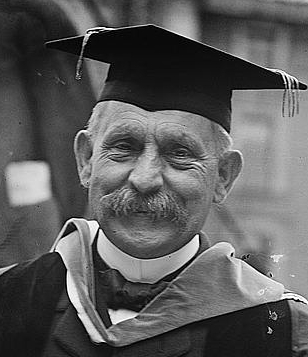
Paul d'Estournelles de Constant

Bovenal was d'Estournelles de Constant een groot pleitbezorger van internationale arbitrage (scheidsrechtspraak) om conflicten tussen landen op te lossen. Met Léon Bourgeois behoorde hij tot de belangrijkste leden van de Franse delegaties bij de Haagse Vredesconferenties van 1899 en 1907. De Eerste Haagse Vredesconferentie van 1899 voorzag de instelling van een Permanent Hof van Arbitrage (sinds 1913 gevestigd in het Vredespaleis).
In het verlengde van het Permanent Hof van Arbitrage stichtte d'Estournelles in 1903 het Comité voor de Verdediging van de Nationale Belangen en Internationale Verzoening (Comité de Défense des Intérêts Nationaux et de Conciliation Internationale).
Bij een reis aan de Verenigde Staten van Amerika in 1911 was hij te gast bij de oprichting van de Carnegie Corporation of New York ter ondersteuning van de internationale vrede. In hetzelfde jaar werd in Parijs een Europees centrum van de Carnegie Stichting opgericht met d'Estournelles als leider.
Na de Tweede Haagse Vredesconferentie van 1907 zette d'Estournelles zich in voor de verbetering van de betrekkingen tussen Frankrijk en (aartsvijand) Duitsland. D'Estournelles' inspanningen gingen in de zomer van 1914 op toen Duitsland België binnenviel en de Eerste Wereldoorlog uitbrak. Na het uitbreken van de oorlog was hij een voorstander van de vernietiging van het Duitse militarisme en trachtte de VS van zijn standpunten te overtuigen. Na de oorlog bepleitte hij evenwel een verzoenende houding ten opzichte van het verslagen Duitse volk. Geheel tegen de wil van het Franse volk en de Franse politieke leiders verzette d'Estournelles de Constant zich tegen annexatie van Duitse gebieden. In de jaren na de oorlog zette hij zich in voor Franse deelname aan de Volkenbond.
Paul Henri Benjamin Balluet d'Estournelles de Constant, baron de Constant Rebecque overleed op 71-jarige leeftijd, op 15 mei 1924 in Parijs.

## Trivia
- D'Estournelles maakte tal van buitenlandse reizen die hij optekende in reisdagboeken die ook werden uitgegeven.
- Hij ondersteunde de aeronautische experimenten van Léon Bollée tussen 8 augustus 1908 en 2 januari 1909 in Le Mans en Sarthe.
- Tijdens de bouw van het Vredespaleis riep d'Estournelles de Constant de landen op voorwerpen te schenken voor de inrichting van het paleis.[7]

## Verwijzingen
1. ↑  H.L. Wesseling, Europa's koloniale eeuw. de koloniale rijken in de negentiende eeuw, 1815-1919. 2003, Bert Bakker.
2. ↑  Godart, Justin (1922). L'Albanie en 1921. Presses Universitaires de France, Paris, France.
3. ↑  Paul d'Estournelles de Constant: The Admission of Albania into the League of Nations and the Defense of Its Independence and National Sovereignty. Relations internationales 2008/2 (n° 134), pages 5 - 18.
4. ↑  Naska, Kaliopi (2008). Paul d'Estournelles de Constant, l'admission de l'Albanie à la Société des Nations et la défense de son indépendance et de sa souveraineté nationale. Relations internationales 2008/2 (n° 134): 5 - 18. DOI: 10.3917/ri.134.0005.
5. ↑  Naska, Kaliopi (2007). D' Estournelles de Constant dhe Shqipëria : trajtesë dhe dokumente = D'Estournelles de Contant et l'Albanie : étude et documents. Argeta. ISBN 9789994330898.
6. ↑  Arthur Eyffinger, Het Vredespaleis 1913-1988. Amsterdam, Sijthoff, 1988, blz. 129
7. ↑  Arthur Eyffinger, Het Vredespaleis 1913-1988. Amsterdam, Sijthoff, 1988, blz. 93

- Bibsys: 2039441
- Biblioteca Nacional de España: XX1170398
- Bibliothèque nationale de France: cb12169093v (data)
- CiNii: DA03375575
- Gemeinsame Normdatei: 172501792
- International Standard Name Identifier: 0000 0001 0873 3469
- Library of Congress Control Number: n50081853
- Base Léonore: LH//100/10
- Nationale Bibliotheek van Israël: 987007279065205171
- Nationale Bibliotheek van Polen: a0000002161150
- Nederlandse Thesaurus van Auteursnamen: 069586098
- Réseau des bibliothèques de Suisse occidentale: 02-A003223478
- Istituto Centrale per il Catalogo Unico: IEIV010096
- SNAC: w6ng4s9m
- Système universitaire de documentation: 03451032X
- Virtual International Authority File: 15798950
- WorldCat: E39PBJkT9QfT7db7DJQTPKGvHC

1901: Dunant, Passy ·
1902: Ducommun, Gobat ·
1903: Cremer ·
1904: Institut de Droit International ·
1905: Von Suttner ·
1906: Roosevelt ·
1907: Moneta, Renault ·
1908: Arnoldson, Bajer ·
1909: Beernaert, Balluet d'Estournelles de Constant ·
1910: IPB ·
1911: Asser, Fried ·
1912: Root ·
1913: La Fontaine ·
1917: ICRC ·
1919: Wilson ·
1920: Bourgeois ·
1921: Branting, Lange ·
1922: Nansen ·
1925: Chamberlain, Dawes ·
1926: Briand, Stresemann ·
1927: Buisson, Quidde ·
1929: Kellogg ·
1930: Söderblom ·
1931: Addams, Butler ·
1933: Angell ·
1934: Henderson ·
1935: Von Ossietzky ·
1936: Lamas ·
1937: Cecil ·
1938: Office international Nansen pour les réfugiés ·
1944: ICRC ·
1945: Hull ·
1946: Balch, Mott ·
1947: Friends Service Council, American Friends Service Committee ·
1949: Orr ·
1950: Bunche ·
1951: Jouhaux ·
1952: Schweitzer ·
1953: Marshall ·
1954: Hoog Commissariaat voor de Vluchtelingen (UNHCR) ·
1957: Pearson ·
1958: Pire ·
1959: Noel-Baker ·
1960: Luthuli ·
1961: Hammarskjöld ·
1962: Pauling ·
1963: ICRC, IFRC ·
1964: King ·
1965: UNICEF ·
1968: Cassin ·
1969: Internationale Arbeidsorganisatie ·
1970: Borlaug ·
1971: Brandt ·
1973: Kissinger, Lê Đức Thọ ·
1974: MacBride, Satō ·
1975: Sacharov ·
1976: Williams, Corrigan ·
1977: Amnesty International ·
1978: Sadat, Begin ·
1979: Moeder Teresa ·
1980: Esquivel ·
1981: Hoog Commissariaat voor de Vluchtelingen (UNHCR) ·
1982: Myrdal, Robles ·
1983: Wałęsa ·
1984: Tutu ·
1985: IPPNW ·
1986: Wiesel ·
1987: Arias ·
1988: VN-vredesmacht ·
1989: Gyatso ·
1990: Gorbatsjov ·
1991: Suu Kyi ·
1992: Menchú ·
1993: Mandela, De Klerk ·
1994: Arafat, Peres, Rabin ·
1995: Rotblat, Pugwash Conferences on Science and World Affairs ·
1996: Ximenes Belo, Ramos-Horta ·
1997: ICBL, Williams ·
1998: Hume, Trimble ·
1999: AzG ·
2000: Dae-jung ·
2001: VN, Annan ·
2002: Carter ·
2003: Ebadi ·
2004: Maathai ·
2005: IAEA, El-Baradei ·
2006: Grameen Bank, Yunus ·
2007: Gore, IPCC ·
2008: Ahtisaari ·
2009: Obama ·
2010: Liu ·
2011: Johnson Sirleaf, Gbowee, Karman ·
2012: Europese Unie ·
2013: OPCW ·
2014: Satyarthi, Yousafzai ·
2015: Kwartet voor Nationale Dialoog in Tunesië ·
2016: Santos ·
2017: ICAN ·
2018: Mukwege, Murad Basee ·
2019: Ahmed ·
2020: Wereldvoedselprogramma ·
2021: Ressa, Moeratov ·
2022: Bjaljazki, Memorial, Centrum voor Burgerlijke Vrijheden ·
2023: Mohammadi ·
2024: Nihon Hidankyo